# William Wyatt Bibb
William Wyatt Bibb (Amelia County, 2 oktober 1781 – Elmore County, 10 juli 1820) was een Amerikaans politicus. 
In 1817 werd Bibb uitgeroepen tot gouverneur van territoriaal-Alabama. Toen Alabama in 1819 een staat werd, werd Bibb verkozen boven Marmaduke Williams. Bibb kreeg 8.342 stemmen, Williams kreeg er slechts 7.140. Zijn eerste taken als gouverneur was de oprichting van een staatsregering. Hij benoemde Huntsville onder meer tot allereerste staatshoofdstad (pas in 1846 werd Montgomery staatshoofdstad).
Hij overleed in 1820 aan de gevolgen van tuberculose op 38-jarige leeftijd. Zijn broer, Thomas Bibb, voltooide de rest van zijn termijn. 
- Gemeinsame Normdatei: 1175398357
- International Standard Name Identifier: 0000 0000 3059 2909
- Library of Congress Control Number: n88662171
- SNAC: w61c20vw
- Biographical Directory of the United States Congress: B000434
- Virtual International Authority File: 21261697
- WorldCat: E39PBJrwTK8yrFP9dQjfjJHBfq